# Pardaloberea curvaticeps
Pardaloberea curvaticeps – gatunek chrząszcza z rodziny kózkowatych i podrodziny zgrzypikowych. Jedyny przedstawiciel rodzaju Pardaloberea.

## Zasięg występowania
Gatunek ten występuje w południowych Chinach (prowincja Junnan), Laosie oraz Wietnamie.